# アレハンドロ・エルナンデス
アレハンドロ・エルナンデス（Alejandro Hernandez、1986年6月16日 - ）は、メキシコの男性プロボクサー。イスタパラパ出身。元WBO世界バンタム級暫定王者。負け数が多かったが、少しずつランカー戦線で生き残るサバイバルを多数経験してようやく世界王座に辿り着いた選手。

## 来歴
2002年4月6日、プロデビューを果たし6回判定負け。
2002年6月12日、ギレルモ・サンチェスと対戦し初回TKO勝ちで念願の初白星。
2006年2月19日、ビデル・ロブレドとABMHフライ級王座決定戦を行い5回TKO勝ちで王座獲得に成功した。
2006年4月21日、WBCムンドヒスパノフライ級王者ラウル・エリセオ・メディナと対戦し10回TKO勝ちで王座獲得に成功した。
2006年7月15日、後のWBC世界ライトフライ級王者ヒルベルト・ケブ・バースと対戦し12回2-0(118-113、116-113、119-119)の判定勝ちでABMH王座初防衛に成功した。
2007年2月16日、WBOラテンアメリカフライ級王者ジョナサン・ペレスと対戦し、12回3-0(2者が120-108、118-110)の判定勝ちで王座獲得に成功した。
2007年6月1日、マルロン・マルケスと対戦し9回3-0(88-83、86-84、86-85)の負傷判定勝ちで初防衛に成功した。
2007年12月7日、後のIBF世界ライトフライ級王者でWBCラテンアメリカフライ級王者のカルロス・タマラと対戦し、12回0-3(2者が111-117、112-116)の判定負けでWBCラテンアメリカ王座獲得に失敗と、WBOラテンアメリカ王座2度目の防衛に失敗し王座から陥落した。
2008年4月30日、ホセ・アルベルト・クアドラスとCABOFEフライ級王座決定戦を行い12回3-0(2者が118-110、119-110)の判定勝ちで王座獲得に成功した。
2008年9月20日、世界初挑戦でWBO世界フライ級王者オマール・ナルバエスと対戦し、12回0-3(110-119、111-117、112-116)の判定負けで王座獲得に失敗した。
2009年9月11日、メキシコフライ級王座決定戦並びにNABF北米フライ級王者ウィルベルト・ウィカブと対戦し、12回0-3(112-116、113-116、113-115)の判定負けで王座獲得に失敗した。
2009年11月21日、カナダオンタリオ州カジノ・ラマでWBO世界スーパーフライ級王者マービン・ソンソナに挑戦するが、ソンソナは前日計量でスーパーフライ級の規定体重を2ポンド上回る117ポンドを計測し、体重超過で王座を剥奪されたため、エルナンデスが勝った場合のみ王座獲得という条件で試合は行われた。試合は1-1(113-115、115-113、114-114)の三者三様の引き分けに終わり王座獲得に失敗した。
2011年4月16日、オルランド・リゾとFECARBOXスーパーフライ級王座決定戦を行い、0-3の判定負けで王座獲得に失敗した。
2012年1月21日、後の世界2階級制覇王者レオ・サンタ・クルスと対戦し、4回10秒、右手の負傷によりエルナンデスは棄権した。この試合でキャリア初のKO負けとなった。
2013年9月7日、元WBA世界スーパーバンタム級王者下田昭文と125ポンド契約10回戦を行い、0-3（91-99、93-98、94-97）の判定負けを喫した。
2014年1月4日、イサロ・ゴンザロ・カランザとメキシコバンタム級王座決定戦を行い、3-0の12回判定勝ちで王座獲得に成功した。
2014年3月28日、WBO世界バンタム級5位でWBOインターコンチネンタルバンタム級王者のマービン・マバイトと対戦し、5回KO勝ちで王座獲得に成功した。
2014年6月14日、WBO世界バンタム級王者亀田和毅が国内での騒動をきっかけにブランクを作ったことで急遽設置されたWBO世界バンタム級11位のダニエル・ロサスとWBO世界バンタム級暫定王座決定戦を行い、12回3-0(116-111、114-113、117-110)の判定勝ちを収め圧倒的不利の下馬評を覆し王座獲得に成功した。
2014年7月17日、WBOがWBO世界バンタム級正規王者亀田和毅と王座統一戦に向けた対戦交渉を行うよう指令を出した。交渉期限は30日間で、交渉期限内に交渉がまとまらなければ入札になるとのこと。
2014年7月25日、エルナンデス陣営が亀田陣営と接触が出来ない為、亀田和毅とアレハンドロ・エルナンデスとの間で行われる王座統一戦の入札を行うよう要求した。
2014年8月8日、WBO世界バンタム級王座統一戦の入札が行われ、エルナンデスを擁するオールスター・ボクシングが15万1000ドル（約1540万円）を提示したが、アル・ヘイモン氏とレオン・マルグス氏が友好関係にあることから亀田陣営を代表して参加したウォリアーズ・ボクシングがオールスター・ボクシングが提示した額を大きく上回る60万3000ドル（約6150万円）を提示した為、エルナンデス陣営は興行権の落札に失敗した。WBO規定でファイトマネーの配分は王者が80%、挑戦者が20%となる為、アレハンドロ・エルナンデスの報酬は12万600ドル（約1230万円）になるとのこと。試合は11月1日を目処に交渉が行われる見込みで、シカゴのUICパビリオンが候補に挙がってるとのこと。
2014年11月1日、シカゴのUICパビリオンで正規王者の亀田和毅と対戦するが、スピードや試合後半のクリンチに苦しみ、12回1-2(115-113、2者が113-115)の判定負けを喫し初防衛と王座統一に失敗、約5ヶ月間保持していた暫定王座も正規王座に吸収される形で消滅した。
2015年3月20日、メキシコシティのオーディトリオ・ブラックベリーにてマーティン・カシージャスと空位のWBCラテンアメリカバンタム級王座を争い、10回3-0(98-92、2者が97-93)の判定勝ちを収め王座獲得に成功した。
2015年8月7日、オーディトリオ・ブラックベリーにてウンベルト・モラレスと空位のメキシコスーパーバンタム級王座を争い、8回TKO勝利で王座獲得に成功した。

## 獲得タイトル
- ABMHフライ級王座
- WBCムンドヒスパノフライ級王座
- WBOラテンアメリカフライ級王座
- CABOFEフライ級王座
- メキシコバンタム級王座
- WBOインターコンチネンタルバンタム級王座
- WBO世界バンタム級暫定王座(防衛0度)
- WBCラテンアメリカバンタム級王座
- メキシコスーパーバンタム級王座